# Christina Munkholm
Christina Munkholm Henriksen (ur. 13 lipca 1996) – duńska pływaczka, specjalizująca się w stylu motylkowym i klasycznym.
Dwukrotna brązowa medalistka mistrzostw Europy juniorów z Belgradu (2011) i Antwerpii (2012) w sztafecie 4 × 100 metrów stylem zmiennym i na dystansie 100 m stylem motylkowym.